# Godogani (Imeretia)
Godogani (gruz. გოდოგანი) – wieś w Gruzji, w regionie Imeretia. W 2014 roku liczyła 1462 mieszkańców.